# Атеменге, Жуниор
Жуниор Дьедонне Бенедиктус Атеменге Авоно (фр. Junior Dieudonné Bénédictus Atemengue Awono; род. 1 июля 1995, Яунде) — камерунский футболист, нападающий.

## Карьера

### Начало карьеры
Начинал карьеру в камерунских клубах «Спорт Этюд», «Ренессанс» и «Юнион Дуала». В 2015 году футболист стал игроком тайского клуба «Бурирам Юнайтед», однако сразу же отправился на правах арендного соглашения выступать в клуб «Сурин Сити». В 2016 году футболист вернулся на родину и стал выступать за клуб АПЕЖЕС, вместе с котором стал обладателем Кубка Камеруна. Затем футболист выступал за марокканские клубы «Шабаб Атлас Хенифра» и «Мулудиа Уджда». Со вторым клубом футболист смог заработать путёвку в сильнейших дивизион.

### «Неман» Гродно
В июле 2018 года футболист проходил просмотр в белорусском «Немане». В августе 2018 года футболист официально присоединился к гродненскому клуб. Дебютировал за клуб 7 октября 2018 года в матче против жодинского «Торпедо-БелАЗ», выйдя на замену на 73 минуте. Дебютный гол за клуб забил 24 ноября 2018 года в матче против «Минска». Вместе с клубом футболист закончил чемпионат закончил на девятом итоговом месте, отличившись своим единственным забитым голом.
В декабре 2018 года футболист подписал с гродненским клубом новое двухлетнее соглашение. Первый матч в новом сезоне футболист сыграл 29 марта 2019 года против «Гомеля», выйдя на замену на 86 минуте, а затем спустя несколько минут получил сначала жёлтую карточку, а затем и прямое удаление с поля. На протяжении всего сезона футболист был одним из основных игроков клуба, преимущественно появляясь на поле со скамейки запасных, результативными действиями не отличившись. В декабре 2019 года футболист покинул гродненский клуб.

### «Энергетик-БГУ»
В марте 2020 года футболист присоединился к белорусскому «Энергетику-БГУ». Дебютировал за клуб 19 марта 2020 года в матче против борисовского БАТЭ, выйдя на поле в стартовом составе и отдав голевую передачу. Первоначально футболист был игроком стартового состава клуба, однако затем стал чаще оставаться на скамейке запасных. В сентябре 2020 года футболист покинул минский клуб, расторгнув контракт по соглашению сторон.

### «Бечем Юнайтед»
В марте 2022 года футболист стал игроком ганского клуба «Бечем Юнайтед». Дебютировал за клуб 20 марта 2022 года в матче против клуба «Аккра Лайонс». Провёл за клуб всего лишь 2 матча в ганской Премьер-лиге и летом 2022 года покинул ганский клуб.

## Достижения
АПЕЖЕС
- Обладатель Кубка Камеруна — 2016